# Steurachtigen
De orde van de steurachtigen (Acipenseriformes) omvat twee families, de steuren (Acipenseridae) en de lepelsteuren (Polyodontidae). Steurachtigen hebben een grotendeels kraakbenig skelet en een heterocerkale staartvin. Zij komen voor op het noordelijk halfrond. Volwassen dieren van sommige soorten trekken naar estuaria of de zee om zich te voeden. Alle steurachtigen planten zich echter voort in zoet water. Voor de ontwikkeling van het jonge broed zijn lagere temperaturen vereist.

## Families en geslachten
De orde omvat twee families.
- Familie Acipenseridae Bonaparte, 1831 – Steuren
  - Acipenser Linnaeus, 1758
  - Huso Brandt & Ratzeburg, 1833
  - Pseudoscaphirhynchus Nikolskii, 1900
  - Scaphirhynchus Heckel, 1836
- Familie Polyodontidae Bonaparte, 1835 – Lepelsteuren
  - Polyodon Lacepède, 1797
  - Psephurus Günther, 1873